# Jacob Ege Hinchely
Jacob Ege Hinchely (født 1984) er en dansk podcastvært filminstruktør, radiovært og tidligere anmelder på DR-programmet Troldspejlet.
I forbindelse med etableringen af DR-kanalen MAMA (nu DR3), har han også medvirket i et program om, hvorfor hans tidligere parforhold endte som de gjorde. I programmet Sexministeriet med Emil Thorup som vært, havde Hinchely et indslag der hed Jacobs Boleskole.
Hinchely er vært på podcastene Hakkedrengene, Dårligdommerne, Han Duo og Klovn Podcast. Han er vært på DR P6 Beat-programmet Musiktjenesten sammen med Rune Hedemann, og var vært på DRs Troldspejlet podcast som spilanmelder.

## Privat
Privat danner Hinchely par med sangerinde og sangskriver Nanna Bottos.

## Filmografi
- Babe - den kække gris - 1995 (stemme)
- Sexministeriet - 2012

### Serier
- Yes No Maybe - 2017